# Међународни сигурносни форум Халифакс
|                   | |
| Основано          | 2011 |
| Фокус             | Међународна сигурност |
| Локација          | Вашингтон, · САД |
| Подручје деловања | широм света |
| Услуге            | форум и мрежа за доносиоце одлука |
| Кључни људи       | Петер Ван Прагх (председник), Јосепх Хал (заменик председника), Јонатхан Веистуб (председавајући), Јонатхан Теперман (потпреседник ), Давид Ј. Крамер (благајник) |
| Веб сајт          | |

Халифак Међународни Сигурносни Форум (такође Халифак Форум или ХИСФ) је независна, непрофитна организација са средиштем у Вашингтону, Д. Ц. То је форум и мрежа за међународне владине и војне званичнике, академске стручњаке, ауторе и предузетнике. Халифак Форум се бави глобалним сигурносним проблемима. Форум је најпознатији по годишњем безбедносном самиту у Халифаку у Новој Шкотској. Састанак окупља више од 300 делегата из више од 70 земаља, а медији су називали "Давосом међународне безбедности". Овај самит је једини догађај ове врсте у Северној Америци. Десети Халифак Форум одржаће се од 16. до 18. новембра 2018.

## Историја
Халифак Међународни Сигурносни Форум је основан 2009. године као програм у Немачком Марсхал Фонду Сједињених Држава, уз финансијску подршку канадске владе. Годишњи састанак одржан је у Халифаку средином новембра, обично викенд пре америчке захвалности. У 2011. години форум је постао независна организација и придружили су се страним пословима као медијски партнер.

## Организација
Халифак Форум је независна, непрофитна организација са седиштем у Вашингтону. Ненападани форум има америчко-канадски одбор директора као највише тело за управљање. Председник форума је Peter Van Pragh. ХИСФ сарађује са институционалним партнерима. Партнери оснивања форума су Одељење за националну одбрану (ДНД) и (АЦОА). У 2011. години, након независности форума, канадска влада је наставила финансирање, а иностране послове су се прикључиле форуму као медијски партнер. У августу 2012, ХИСФ је покренуо Халифак Канада Клуб (ХЦЦ), јавно-приватно партнерство створено у сарадњи са канадском владом и МЕГ Енерги-ом. ХЦЦ служи као стално тело које ангажује приватни сектор у подршци форуму.

## Годишњи форум

### Кључне теме

#### 2016 форум
Форум Халифак за међународну сигурност 2016 био је први велики међународни скуп након председничких избора у Сједињеним Државама десет дана раније. Присуствовали су делегати из 70 земаља. Форум је започео министарским састанком о мировним операцијама којег су водили канадски министар за народну одбрану и канадски министар за народну одбрану Харјит Сајан са Херве Ладсоус, замеником генералног секретара УН-а за мировне операције и Атул Кхаре, шефом одељења за подршку на терену.
Канарски министар за народну одбрану, Харјит Сајан, одржао је уводни говор Форума.
Кључна тема на Форуму била је демократија. У панел дискусији под називом "Опет направити демократију", државни секретар за одбрану у Великој Британији, сер Мицхаел Фалон, професор политичких наука са Хебрејског универзитета у Јерусалиму, Схломо Авинери и турски министар за питања ЕУ, Омер Целик је расправљао о западњачком демократском моделу у панелу који је водио Јонатхан Теперман, главни уредник за спољне послове. Фалон, у контексту Бреки, рекао је: "И ако Британија напушта Европску унију, још увек имамо улогу да платимо одбрану нашег европског континента ... и да настави да поново учини демократију ". Позивајући се на председничке изборе Сједињених Држава, додао је:" ... Он (Доналд Трамп) зна с његовог избора да не можемо узети демократију здраво за готово ... Ово није време за било који од нас да се окренемо ка унутра".
"Западни блок", отворени панел дискусије Форума о демократији, миру и конфликту, одржао је Том Цларк из Глобалне Новости. Цларк је интервјуисао министра Харјит Сајан, генерала Јонатхан Ванце и Паула Добриански. У светлу тврдњи Трумпа током кампање која указује на преглед НАТО-а, Добриански је рекао публици: "Не само важности, већ савези, али и институције које су сачувале мир, стабилност и сигурност после посљедњег светског рата, а ни мање Хладног рата, није било важно." Добриански је споменуо притисак на чланице НАТО-а да испуне уговорене доприносе, без обзира на то који кандидат је победио. "То није ново питање", рекао је Добриански. Росе Готемоелер, заменик генералног секретара НАТО-а, током посебне трибине под називом "НАТО: Нужно", известили су да је генерални секретар НАТО-а Јенс Столтенберг разговарао са америчким председником у вези са овим питањем. "Двојица су се сложили о трајном значају НАТО савеза и трајном значају повећане потрошње за одбрану", рекао је Готемоелер. Схахен је говорио о улози америчког Конгреса нагласивши: "Постоји снажна подршка НАТО-у и не видим да се то мења под председником Трумпом."
Други панел дискусије су покушале да се боре против рата у Сирији и растућег глобалног тероризма, климатске промене као и околишне и економске претње, и пресек сајбер безбедности и националне безбедности и дељене одговорности између владе и приватног сектора у циљу развоја политика које штите од постојећих и нових сајбер претњи.
Демократски сенатор Вирџиније Тим Каине, који је служио као потпредседнички кандидат за 2016. годину, примио је награду Халифак 2016.

#### 2015 форум
На Међународном сигурносном форуму у Халифак-у 2015. године одржан је отпор на терористичке нападе ИСИС-а у Паризу, а присуствовало је 300 делегата из 60 земаља. Терористички напад је била главна тема дискусија Форума.
Харјит Сајан, канадски министар за народну одбрану, дао је уводно излагање. За Сајана то је био први велики јавни догађај којем је присуствовао након његовог инаугурације раније тог месеца. У свом говору, Сајан се обратио и ситуацији сиријских избеглица и бранио план владе да пресели 25.000 избеглица у Канаду. Министар је описао демократска друштва која поздрављају сиријске избеглице као велики ударац против идеологије исламских терориста. То је послало "велику поруку ИСИС-у", рекао је Сајан публици. Отварање Форума обрађивало је нове циљеве канадске спољне политике. Током америчко-канадске панел дискусије, Сајан се сложио са ваздусним нападима на ИСИС у Сирији и Ираку као припрему за копнене трупе. Али ратни ветеран из Авганистана такође је упозорио на "други и трећи ефекат" неселективних бомбардовања, тачку са којом су се сложили сви панелисти.
Вилиам Е. Гортнеи, командант Северне команде САД, рекао је публици да "бомбардовање тепиха" није одговор на тероризам. Јонатхан Ванце, начелник штаба одбране канадских оружаних снага, рекао је да "не можете тепихати свој пут до победе". Панелиста Јохн Р. Аллен, бивши специјални председнички изасланик за пораз ИСИС-а, који су присуствовали панелу и касније су се појавили на Халифак Чет-у, нагласио је потребу борбе ИСИС-а и финансијску сфери информисања. Ален је рекао публици да за САД није на дневном реду масовна земаљска операција. Уместо тога, фаворизовао је операције комбинованих специјалних снага.
Говорећи на панелу о глобалним безбедносним претњама, генерал Петр Павел, председавајући Војног комитета НАТО-а, нагласио је потребу за "много ширим приступом" за борбу против ИСИС-а и позвао на веће ангажовање НАТО-а не доводећи до операције против ИСИС-а под вођством НАТО-а.
Током следеће панел дискусије, Адмирал Мицхаел С. Рогерс, командант Сајберске команде САД, директор Агенције за националну сигурност и шеф Централне безбедносне службе, кривио је Кину због својих сајбер напада на Сједињене Државе. Рогерс је описао Кину као нацију која би хаковала приватне компаније и потом поделила украдену интелектуалну својину с кинеским компанијама. Адмирал је упозорио Пекинг да би то могао бити и мета напада на сајбер и описао је земљу као "рањиву као и свака друга велика индустриализована нација". Роџерс је изразио наду да ће се Кина уздржати од будућих сајбер напада на САД.
Даље теме Форума 2015 су актуелни догађаји у муслиманском свету, европска мигрантска криза и начини за прекид финансирања међународних мрежа терора.

#### 2014 форум
Оружани сукоб у Украјини био је кључно питање на Халифаковом међународном сигурносном форуму 2014. године. Канадски министар за народну одбрану Роб Ницхолсон, који је такође одржао уводни говор Форума, у панел дискусији позвао је Русију да изађе из Украјине, описујући ту ситуацију као "потпуно неприхватљиву". Нагласио је канадско обавезивање да се супротстави сукобу и оптужио руског председника Владимира Путина о незнању. "Сигурно је моја нада и нада свима да добије поруку", изјавио је Ницхолсон. "Нећемо се надати овоме ... Да ли је потребно пет година или 50 година, народ Украјине заслужује слободу коју заслужују, да су се борили ", обећао је министар. Ницхолсонов колега министра правосуђа Петер МекКеј назвао је то" говорећи "да ниједан од делегата из Русије није био представник своје владе. С обзиром на украјински сукоб, председник Естоније Тоомас Хендрик Илвес се супротставио руској пропаганди и упозорио да "многе ствари које Европа често узима здраво за готово данас су угрожене". Илвес је такође описао негативне последице сукоба за глобално нуклеарно разоружање, пошто се Украјина 1994. године одрекла нуклеарног оружја у размени обећања међународне сигурности и "када је риеч о гарантовању њиховог територијалног интегритета, ништа се не ради".
Мање од месец дана након терористичких напада у Квебеку и Отави, отворена седница Форума се односила на безбедност Северне Америке. Сесија, коју води Том Цларк, снимљена је и емитована на Западни блок, канадској политичкој емисији у недељу. Министар Ницхолсон је изјавио да је Канада спремна да уђе у интегрисану заједничку стратегију одбране са САД. То не би утицало на канадски суверенитет, нагласио је Ницхолсон.

Сенатор Мекејн, у контексту не успелих преговора о иранском нуклеарном програму у Бечу и његовом поновљеном продужењу, критиковао је америчку дипломатију и направио паралеле у Северној Кореји. Мекејн је рекао публици да је Северна Кореја командовао системима нуклеарног оружја и испоруке и то је назвао "позивом за буђење". Изјаву сенатора потврдио је генерал Цхарлес Х. Јацоби, одлазећи командант НОРАД-а и Северне команде САД, који је Северну Кореју назвао "практичном претњом" због нуклеарних и балистичких способности 
Абдуллах Гул, бивши турски председник, на Форуму је говорио о упорној нестабилности на Блиском истоку. "Кључни израз изражавања гравитације ситуације у региону тренутно може бити" фрустрација ", рекао је Гул публици. Он је такође одговорио на забринутости у вези са унутрашњим развојем у Турској. Гул је први јавни наступ одласка из предсједништва.
У суботу поподне, председник Форума, Петер Ван Праг, издао је саопштење да терористичка група ИСИЛ упућује поруке особљу Форума и учесницима, а такође користи #ХИСФ2014, хештег Форума да шири пропагандни видео. Терор ИСИЛ-а на Блиском истоку расправљао је на неколико панела Форума. Остале теме форума 2014 су биле афричка безбедносна питања и ситуација у Хонг Конгу.

#### 2013 форум
Глобалне климатске промене и њен утицај на Арктику били су кључна питања на Међународном форуму сигурности у Халифаку 2013. године. Амерички секретар за одбрану Цхуцк Хагел је у својој уводној речи илустрирао брзу промјену поларног пејзажа и његове посљедице по међународну сигурност. Хагел је најавио нову арктичку стратегију Пентагона, који је по први пут представио како САД реагују на реперкусије климатских промјена за Арктику.
Како смањење арктичког леда отвара нове водене токове и потенцијалне енергетске ресурсе, повећани интереси земаља у региону потенцијално би могли довести до пораста међународних тензија, упозорио је секретар за одбрану. Хагел је позвао на више међународне сарадње на Арктику како би заштитио своју околину и одржао га "мирним, стабилан и без сукоба ". Он је такође нагласио посвећеност своје земље "да детектује, спречи, спречи и одбрани претње Сједињеним Државама и настави да примењује суверенитет САД на и око Аљаске". Говорећи на панелу Форума, Роб Ницхолсон, канадски министар за националну одбрану, поздравио је нову арктичку стратегију Пентагона и назвао га "потпуно конзистентним" са приступом Канаде. Ницхолсон је описао Арктику као подручје са ниским напетостима и нагласио напоре Канаде да подстакне међународну сарадњу у региону. Непосредно прије почетка 2013. Халифак Форума, Хагел и Ницхолсон потписали су америчко-Канада Азија-Пацифик оквир за повећање њихове безбедносне сарадње у азијско-пацифичком региону.
Што се тиче предстојећег повлачења последњих канадских снага из Авганистана у марту 2014. године, министар Ницхолсон је изјавио да је "Канада учинила разлику у Авганистану." Министар је такође изразио своју забринутост због одбијања авганистанског председника Хамида Карзаја да потпише споразум о билатералној сигурности (БСА) са САД. Секретар Хагел нагласио је неопходност потписане и ратификоване БСА као предуслова за присуство САД у Авганистану након 2014.
Пријем у суботу увече 2013. године прекинут је врућим вестима о привременом споразуму Женеве о иранском нуклеарном програму и преношењу изјаве америчког председника Барака Обаме из Беле куће. Споразум је такође био фокус састанка Халифак форума између секретара Хагела и његовог израелског колеге Мосхеа Иалон.
Алекандер Версхбов, заменик генералног секретара НАТО-а, нагласио је улогу савеза као сила за глобални мир. Да би риешио међународна питања, НАТО мора сарађивати с другим међународним организацијама, изјавио је Версхбобо, који је такође затражио већу помоћ сиријској опозицији. Амерички сенатор Џон Мекејн нагласио је важност успостављања хуманитарних зона у земљама погођеним ратом као што је Сирија.
Говорећи о међународним војним интервенцијама, канадски министар правде и државни тужилац Петер МацКаи описао је замор који је тренутно присутан у демократским друштвима, због губитка последњих година. Што се тиче Канаде, МацКаи је прогласио спремност земље да одржи своје високо међународно присуство.

#### 2012 форум
Међународни форум безбедности у Халифаку у новембру 2012. године одржан је у позадини отвореног војног сукоба између Израела и Хамаса у Гази. Тај сукоб и грађански рат у Сирији били су главне теме Форум дебата. Канадски министар одбране Петер МацКаи изјавио је да је Израел имао право да се брани од Хамаса, али је затражио задржавање у сукобу. Што се тиче Сирије, МацКаи је позвао Русију да помогне окончању грађанског рата. Амерички сенатори Џон Мекејн и Марк Удал позвали су на зону забране лета у Сирији. Мекејн је одбацио било какав разговор о потенцијалној америчкој интервенцији на терену, с обзиром на недостатак популарне подршке америчког народа за такав корак. "Американци су уморни од ратова", изјавио је сенатор. Током панел дискусије о будућности Авганистана и Пакистана, авганистански политичари и пословни лидери описали су ситуацију у својој земљи као "врло, врло рањиву". Према речима Абдул Рахим Вардак, саветника авганистанског председника Хамида Казаја и бившег министра одбране, Авганистану је било потребно "пуно ресурса и стрпљења од стране међународне заједнице". На панелу о технологији и савременом рату, Виц Тоевс, канадски министар за јавну безбедност, изјавио је да је Канада "спремна као и било ко други" да се брани од кибернетских напада. Током истог панела, Министар МацКаи најавио је планове за набавку беспилотних летелица за надгледање канадских Арктичких територија.

#### 2011 форум
Леон Панета, амерички секретар за одбрану, одржао је уводни говор на Форуму Халифак 2011. Панета је описао САД као суочавање са "фискалном реалношћу ограничених ресурса" и истакао будућност америчке војске "што је, мада мање, је агилан, флексибилан, распоређив и технолошки опремљен да се супротстави претњама будућности. Секретар Панета је такође позвао друге земље да учествују у оптерећењу одржавања глобалне сигурности. Упркос притисцима буџета, Панета је изразио поверење у финансирање мултинационалног програма Стрике Фигхтер (Ф-35). Заједно са својим америчким колегом, Петер МекКеј, канадски министар за националну одбрану, потврдио је план Отаве за куповину 65 авиона типа Ф-35. Што се тиче ситуације у Сирији и Ирану, два кључна питања за Форум, МацКаи је изјавио да мисија НАТО-а у Либији није имала план за сличне интервенције. "Постоји опасност у стварању сценарија који каже да постоји" светска полиција "која ће почети да издваја земље и спроводи оно што би те владе требало да чине - легитимно или не - рекао је МацКаи учесницима Форума. Сваким међународним акцијама у Сирији би била потребна резолуција Савета безбедности УН слична оној о Либији, додао је канадски министар одбране. Он је такође изразио наду да ће се Русија и Кина сложити с економским санкцијама према Сирији. Говорећи у Халифаксу, сенатор Џон Мекејн је изразио уверење да је "Арапски пролеће вирус који ће напасти Москву и Пекинг".

#### 2010 форум
На Халифаковом међународном сигурносном форуму 2010. амерички сенатори Јохн МцЦаин и Линдсеи Грејам затражили су канадске трупе да остану у Авганистану након 2011. године, датумом повлачења, преласком из борбе у улогу обуке. Канадски министар за националну одбрану Петер Мекеј изјавио је на форуму, да Канада размишља о боравку у Авганистану са мисијом за обуку. На панелу о иранском нуклеарном сукобу амерички сенатор Грејам позвао је на војни штрајк на Ирану да би "уздржао" режим Мицхеле Флоурнои, подсекретарка за политику одбране, потврдила је нови приступ америчке администрације према Ирану, од покушаја ангажовања иранске владе "на притисак са наметањем санкција". Канадски министар МацКаи фаворизовао је колективне међународне санкције против Ирана и нуклеарног програма. Говорећи у Халифаксу исте године, Јанет Наполитано, амерички секретар за унутрашњу безбедност, истакла је истакнута улога редовних грађана у спречавању терористичких напада.

#### 2009 форум
Ситуација у Авганистану била је кључно питање инаугуралног Халифак Форума 2009. У свом уводном говору амерички секретар за одбрану Роберт Гатес признао је војни ангажман Канаде у Авганистану, са преко 2.800 распоређених трупа и више од 130 војника убијен. Гатес је нагласио кључну улогу канадске војске за успех у Авганистану Секретар је упозорио је авганистанску владу на смањење финансијске помоћи због корупције . Гејтс је позвао народе западне хемисфере да повећају сарадњу и сарадњу како би побољшали безбедност у земљи. За трупе НАТО-а у Авганистану, амерички сенатор Џон Мекејн се супротставио фиксним датумима изласка пре војног успеха. "Излазна стратегија је успјех", изјавио је Мекејн: "То је када успијете и почнете да се извлачите." О сукобу око нуклеарног програма Ирана, Еллен Таусцхер, Државни секретар за контролу наоружања и међународне безбедносне послове позвао је земљу да се "ангажира" са Западом и упозорио: "Ако уверење не успије, притисак ће морати бити сљедећи корак акције". Будућност Арктика такође је била тема форума 2009.

### Место
Годишњи Форум се одржава у Халифаку, главном граду канадске покрајине Нова Шкотска. Халифак је највећи становништво у Атлантској Канади и послује као пословни центар у региону. Лука Халифак је такође једна од највећих природних лука на свету. База Канадских снага Халифак је матична лука Атлантске флоте Краљевске канадске морнарице и највеће војне инсталације у Канади. Халифак је центар канадске бродоградње и индустрије ваздухопловства и одбране у Атлантик Канаде.

### Учесници
Форуму Халифак-а присуствују међународни званичници и војни званичници, академски стручњаци, аутори и предузетници. Истакнути политички учесници укључују министре, сенаторе и посланика. Министри су укључени Јохн Баирд, Стевен Бланеи, Сцотт Брисон, Кент Хехр, Петер МацКаи, Роб Ницхолсон, Харјит Сајан и Виц Тоевс из Канаде, као и Цхуцк Хагел, Роберт Гатес, Леон Панетта и Јанет Наполитано из Сједињених Држава. Из Европе министри Мицхаел Фаллон из Велике Британије, Карл-Тхеодор зу Гуттенберг из Немачке, Пиетер Де Црем из Белгије, Јеанине Хеннис-Плассцхаерт из Холандије, Јеан-Ивес Ле Дриан из Француске, Педро Моренес из Шпаније, Милица Пејановић Ђуришић из Црне Горе, Ханнес Хансо, Никола Попоски и Зоран Јолевски из Македоније, Гуннар Браги Свеинссон из Исланда, Ницолаи Ваммен из Данске, Хаки Демолли са Косова, Тина Кхидасхели из Грузије, Мими Кодхели из Албаније и Јуозас Олекас из Литваније су међу претходним учесницима Халифак Форума. Такође, министри Ехуд Барак и Мосхе Иа'алон из Израела, Јуан Царлос Пинзон Буено и Луис Царлос Виллегас из Колумбије, Родриго Хинзпетер из Чилеа, Ваине Мап из Новог Зеланда, и Абдул Рахим Вардак из Авганистана присуствовали су форуму.

На форуму су присуствовали бивши премијер Михаил Касјанов из Русије, председник Хрватске Колинда Грабар-Китаровић бивши председник Абдуллах Гул из Турске и председник Тоомас Хендрик Илвес из Естоније.
Други владини званичници који су дошли на Халифак форум су Степхен Бреиер, Марк Царнеи, Грег Цраиг, Гари Доер, Мицхеле Флоурнои, Росе Готтемоеллер, Степхен Хадлеи, Давид Јацобсон, Паулине Невилле-Јонес, Боб Паулсон, Амруллах Салех, Еллен Таусцхер , Алекандер Версхбов и Роберт О. Ворк.
Учесници међународних војних званичника укључују Степхане Абриал, Јохн Р. Аллен Цхарлес Боуцхард, Хаакон Бруун-Ханссен, Петер Девлин, Марк П. Фитзгералд, Вилиам Е. Гортнеи, Франк Ј. Грас, Цецил Ханеи, Харри Б. Харрис Јр., Мицхелле Ховард , Цхарлес Х. Јацоби Јр., Јохн Ф. Кели, Тхомас Ј. Лавсон, Јосепх Л. Ленгиел, Паул Мадисон, Мицхаел С. Рогерс, Јамес Г. Ставридис, Јонатхан Ванце, Рицардо Висаиа и Јамес А. Виннефелд, Јр.
Међународни стручњаци, новинари и предузетници који учествују на Халифак форуму укључују Генеиве Абдо, МЈ Акбар, Мицхаел Ауслин, Давид Берцусон, Роса Брокс, Том Цларк, Стеве Цлемонс, Рогер Цохен, Рагхида Дергхам, Паула Добриански, Лисе Доуцет, Јане Харман, Волфганг Исцхингер, Јосеф Јоффе, Суат Киниклиоглу, Катхлеен Коцх, Давид Ј. Крамер, Кевин Невман, Наталие Ноугаире, Ахмед Расхид, Кондолиза Рајс, Гидеоне Росе Робин Схепхерд, Френсис Товнсенд и Курт Вокер.

### Форум
Годишњи форум почиње у петак поподне са представљањем и првим пленарним заседањем. У петак увече одржана је свечана вечера, након чега следи необјављена "ноћна сова". После пленарних састанака у суботу постоји више од 20 дискусија о вечерама на разним темама. Недељно јутро почиње са 5-К вожњом, након чега следи забава за доручак. Форум се завршава након пленарних седница и завршних примедби са конференцијом за штампу у недељу поподне.